# Col d’Illoire
Vyhlídka Col d'Illoire se nachází asi 2 km východně nad francouzskou obcí Aiguines v departementu Var v regionu Provence-Alpes-Côte d'Azur. Vyhlídka Col d'Illoire leží v nadmořské výšce 967 m na departementální silnici D71 spojující obce Aiguines a Trigance.
Vyhlídka leží nad výstupem řeky Verdon ze soutěsky Gorges du Verdon a nabízí nerušené výhledy na řeku Verdon ležící v hloubce 300 m pod ní a na začátek přehradního jezera Lac de Sainte-Croix a most Galetas. V pozadí jezera Sainte-Croix se horizont modravě prolíná s levandulovými poli na náhorní plošině Plateau de Valensole. 

## Galerie

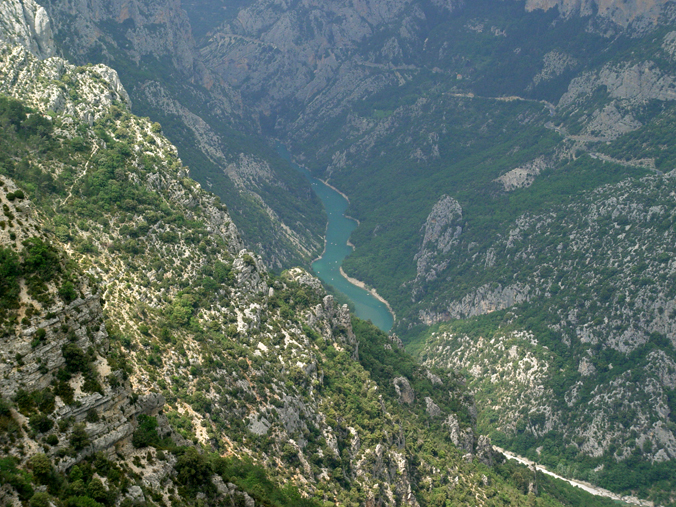
pohledy z vyhlídky Col d'Illoire
pohledy z vyhlídky Col d'Illoire
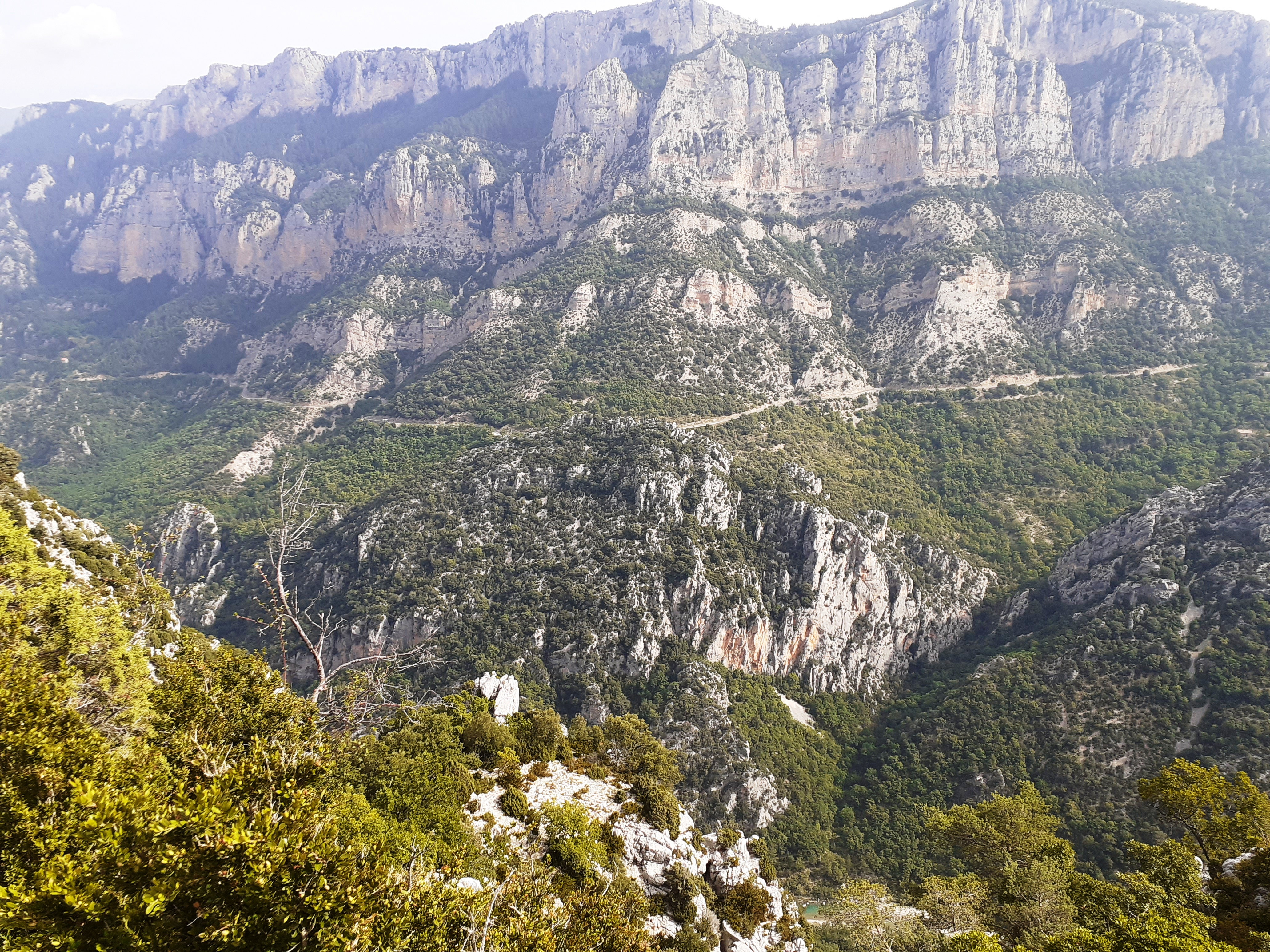
pohledy z vyhlídky Col d'Illoire
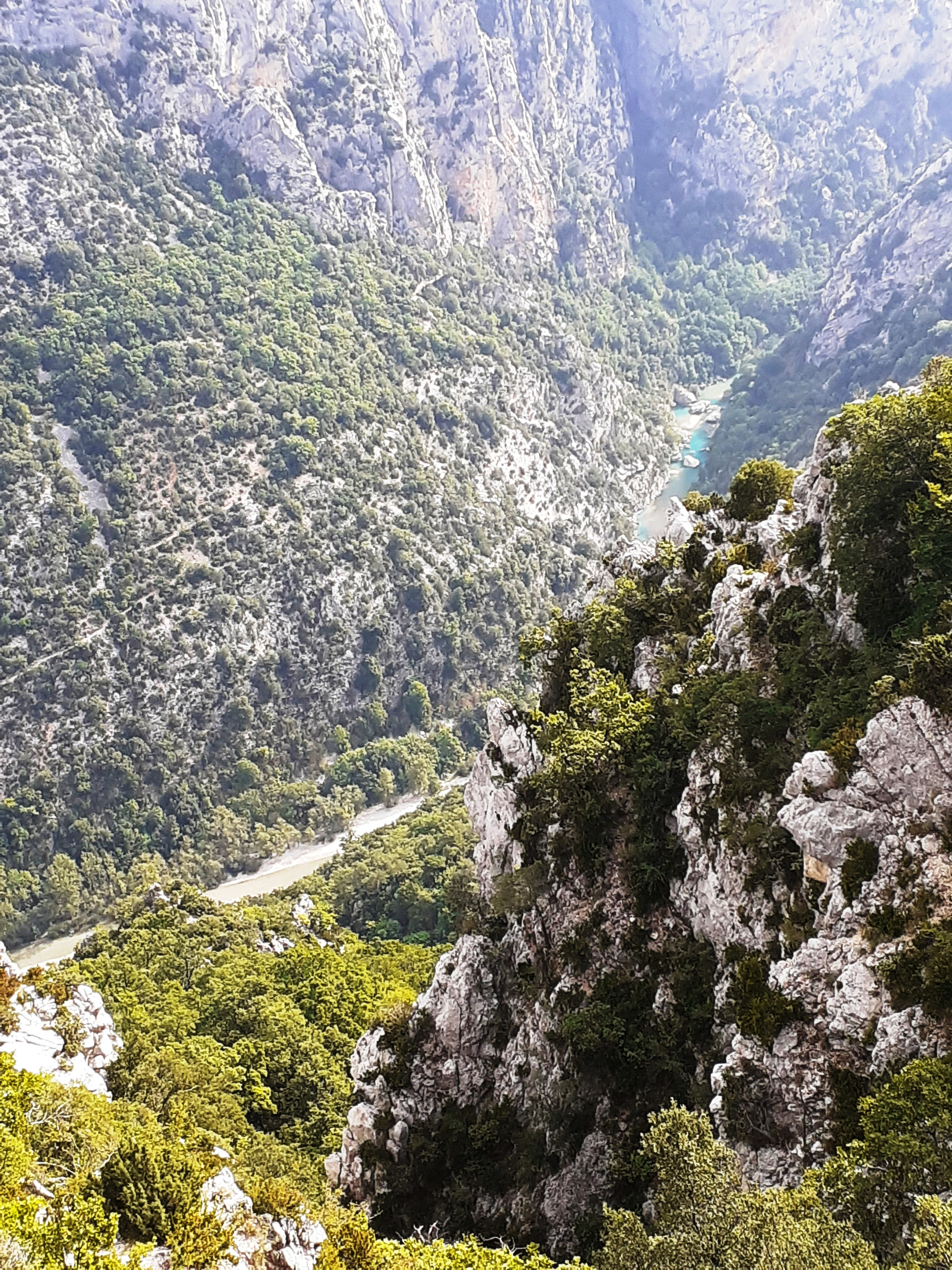
pohledy z vyhlídky Col d'Illoire
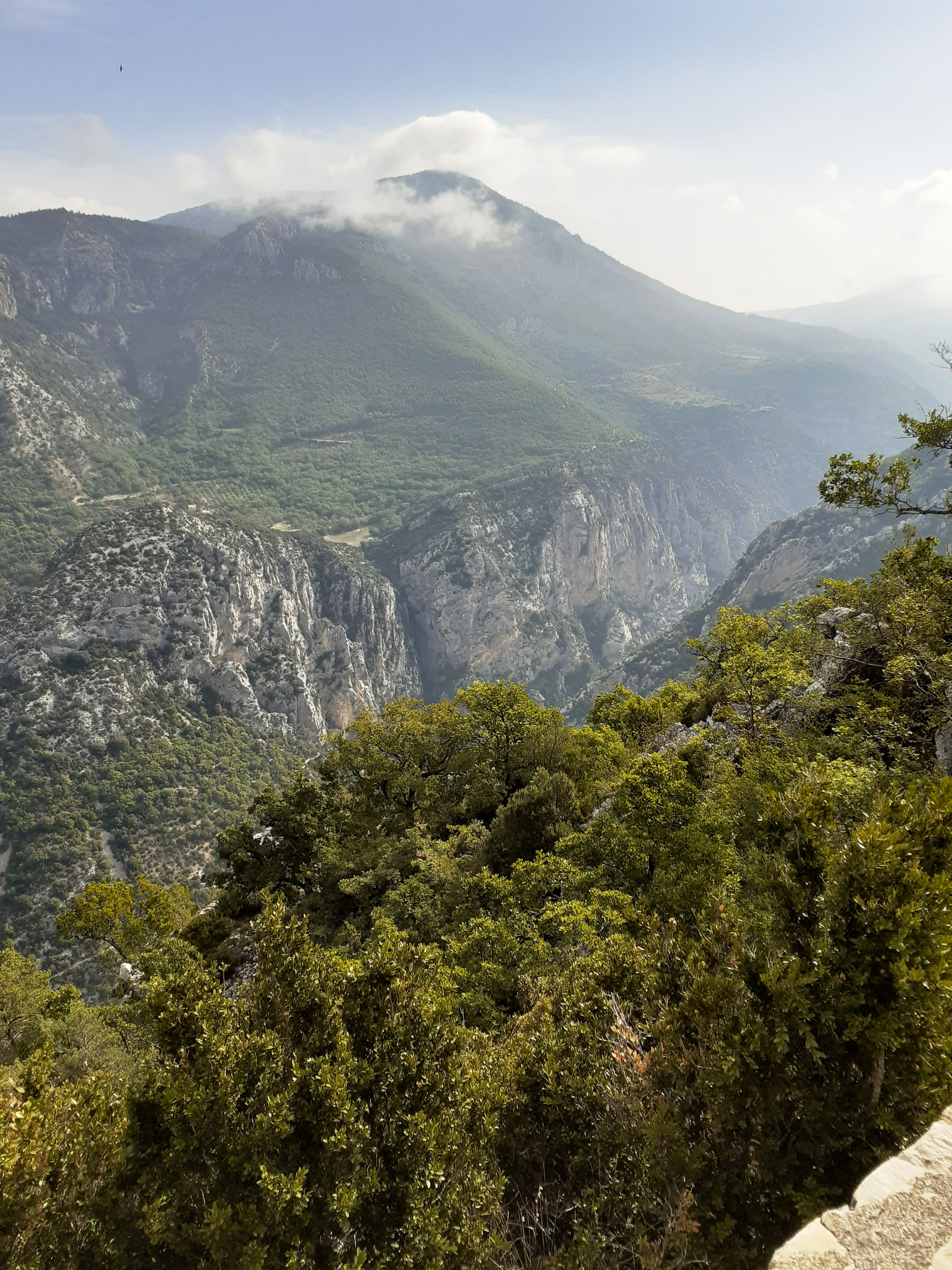
pohledy z vyhlídky Col d'Illoire